# Gero Körner
Gero Körner (* 1976 in Köln) ist ein deutscher Jazz- und Fusionmusiker (Piano, Orgel, Komposition).

## Leben und Wirken
Körner, der in der Eifel aufwuchs, erhielt bereits mit fünf Jahren Klavierunterricht; auch spielte er Trompete. Bereits 1999 holte ihn die Krautrock-Band Rufus Zuphall als Keyboarder für ihr Reunion-Konzert. Als Jugendlicher trat er sowohl in der klassischen als auch in der Jazzmusik auf; er erhielt Preise bei Jugend musiziert und Jugend jazzt und wurde Mitglied im Jugendjazzorchester NRW. An der Hochschule für Musik und Tanz Köln studierte er Jazzpiano bei Frank Chastenier und John Taylor; zugleich erhielt er eine klassische Klavierausbildung bei Valeri Minenkov.
Weiterhin arbeitete Körner bei Rufus Zuphall und war auch an den Live-Alben Colder Than Hell und Outside the Gates of Eden beteiligt.
Unter eigenem Namen veröffentlichte Körner 2010 das von Soul und Jazzfunk inspirierte Hammondalbum Truth mit der amerikanischen Sängerin Soleil Niklasson bei Mons Records. Sein Pianoalbum Plays Greatest Hits mit Coverversionen von Pop- und Rockhits entstand 2017 für dasselbe Label im Trio mit John Goldsby und Hans Dekker, der Rhythmusgruppe der WDR Bigband. Im Quartett arbeitete er mit Christine Corvisier und Tom Lorenz.  Mit Barbara Barth und Caspar van Meel gründete er das Ellington Trio, das sich bisher auf zwei Alben dem Repertoire von Duke Ellington widmete.  Im Trio mit Benedikt Hesse und Georgi Petrov legte er das Album In New Orleans vor. Gemeinsam mit dem Posaunisten Hansjörg Fink bildet er das Fink Körner Duo. Weiterhin arbeitete er im Duo mit dem Gitarristen Joep van Leeuwen (Jazz Guitar Meets Church Organ).
Als Sideman arbeitete Körner zudem mit Ina Deter, Christoph Titz, Laith al Deen, Bert Joris, Ack van Rooyen, Ute Lemper, Johnny Logan, Max Mutzke, Gregor Meyle, Markus Stockhausen, Get the Cat oder Bill Watrous. Mit dem Trio von Heribert Leuchter begleitete er Kate Westbrook (Reset). Weiterhin trat er als Solist oder Kammermusiker bei Klassik-Veranstaltungen auf.
Seit 2010 ist Körner als Lehrbeauftragter für Klavier an der Folkwang Universität der Künste tätig.